# Run of the House
Run of the House è una serie televisiva statunitense in 19 episodi trasmessi per la prima volta nel corso di una sola stagione dal 2003 al 2004. È una sitcom familiare su quattro fratelli che devono organizzare da soli la loro vita dopo la partenza dei genitori.

## Trama
Quattro fratelli i cui genitori si sono trasferiti da Grand Rapids, Michigan, all'Arizona, dove il clima avrebbe favorito le condizioni di salute del padre, restano soli a casa ad accudire a loro stessi. In particolare, i primi tre, Kurt, Chris e Sally, hanno la responsabilità della quindicenne Brooke. La vicina ficcanaso Mrs Purr di tanto in tanto piomba in casa per "vegliare" su di loro.

## Personaggi e interpreti

### Personaggi principali
- Kurt Franklin (19 episodi, 2003-2004), interpretato da Joseph Lawrence.
- Chris Franklin (19 episodi, 2003-2004), interpretato da Kyle Howard.
- Sally Franklin (19 episodi, 2003-2004), interpretata da Sasha Barrese.
- Marilyn Norris (19 episodi, 2003-2004), interpretata da Mo Gaffney.
- Brooke Franklin (19 episodi, 2003-2004), interpretata da Margo Harshman.

### Personaggi secondari
- Mike il barista (9 episodi, 2003-2004), interpretato da Michael O'Hara.
- Sean (3 episodi, 2003), interpretato da Lukas Behnken.
- Bernard (3 episodi, 2003), interpretato da Joel Brooks.
- Jimmy Sarko (2 episodi, 2003), interpretato da Andrew James Allen.
- Giovane Sally (2 episodi, 2003), interpretata da Taylor-Morgan Lewis.
- Scott Banks (2 episodi, 2003), interpretato da Jake McDorman.
- Derrick (2 episodi, 2003), interpretato da Robert Tatigian.
- Jason Banks (2 episodi, 2003), interpretato da Grant Thompson.

## Produzione
La serie, ideata da Betsy Thomas, fu prodotta da Tannenbaum Company e The e Two Out Rally Productions e Warner Bros. Television e girata negli studios della Universal a Universal City e a Los Angeles in California. Le musiche furono composte da Ed Alton.

### Registi
Tra i registi sono accreditati:
- Robert Berlinger
- Gerry Cohen
- Peter Marc Jacobson
- Gail Mancuso
- Alan Solomon
- David Trainer

### Sceneggiatori
Tra gli sceneggiatori sono accreditati:
- Will Berson in 2 episodi (2004)
- Joel Church-Cooper
- Prudence Fraser
- Jessica Goldstein
- Mark Hentemann
- Frank Lombardi
- Theresa Mulligan
- Chrissy Pietrosh
- Tom Purcell
- Robert Sternin
- Betsy Thomas

## Distribuzione
La serie fu trasmessa negli Stati Uniti dall'11 settembre 2003 al 7 maggio 2004 sulla rete televisiva The WB Television Network. È stata distribuita anche in Svezia con il titolo Föräldrafritt e nel Regno Unito dal 16 luglio 2004.

## Episodi
| Stagione       | Episodi | Prima TV USA |
| -------------- | ------- | ------------ |
| Prima stagione | 19      | 2003-2004    |